# Caersws F.C.
Câu lạc bộ bóng đá Caersws (tiếng Wales: Clwb Pêl Droed Caersŵs) là một câu lạc bộ bóng đá đang thi đấu ở Cymru Alliance.
Câu lạc bộ được thành lập năm 1887 với tên gọi Caersws Amateurs, và mang tên như hiện tại khi trạng thái nghiệp dư được gỡ bỏ vào năm 1974. Đội bóng thi đấu ở Recreation Ground, Caersws, có sức chứa 4000 khán giả (375 chỗ ngồi).
Trang phục đội chính của đội gồm áo xanh dương, quần trắng và tất xanh dương. Trang phục phụ gồm áo cam, quần đen và tất cam.

## Lịch sử
Mặc dù được thành lập vào cuối thế kỉ 19, câu lạc bộ rất nghèo nàn thành tích cho đến thập niên 1960 khi vô địch Mid-Wales League các mùa giải 1959–60, 1960–61, 1962–63, và 3 lần góp mặt trong chung kết Welsh Amateur Cup, vô địch mùa giải 1960-61. Họ tiếp tục vô địch (bây giờ đổi tên thành Welsh Intermediate Cup) năm 1989. Trong giải đấu, vận may không mỉm cười với đội bóng cho đến khi họ giành chức vô địch lại vào năm 1978, và thêm 4 lần nữa trước khi được mời tham gia Cymru Alliance năm 1990. Năm 1992, đội bóng trở thành thành viên sáng lập của League of Wales.
Caersws vô địch League Cup các mùa 2000-01 và 2001–02, và thi đấu ở Cúp Intertoto, với thất bại 3-1 sau hai lượt trước PFC Marek Dupnitsa của Bulgaria.

## Những trận thắng và thua đậm nhất
- Trận thắng đậm nhất: 20-1 v. Aberystwyth Town năm 1962.
- Trận thua đậm nhất: Không rõ
- Trận thua đậm nhất ở League of Wales: 0–7 v. Total Network Solutions năm 1995.

## Danh hiệu
Welsh League Cup
- Vô địch (3): 2000–01, 2001–02, 2006–07
- Á quân (1): 1992–93

Welsh Intermediate Cup
- Vô địch (1): 1988–89
- Á quân (2): 1983–84, 1991–92

Welsh Amateur Cup
- Vô địch (1): 1960–61
- Á quân (3): 1952–53, 1962–63, 1963–64

Central Wales Cup
- Vô địch (5): 1977–78, 1988–89, 1991–92, 2010–11, 2014–15
- Á quân (3): 1978–79, 1979–80, 1984–85

Cymru Alliance League
- Vô địch (1): 1991–92
- Á quân (1): 1990–91

Cymru Alliance League Cup
- Vô địch (1): 2014–15
- Á quân (3): 1990–91, 2011–12, 2012–13

Mid Wales League
- Vô địch (9): 1959–60, 1960–61, 1962–63, 1977–78, 1982–83, 1985–86, 1988–89, 1989–90, 1996–97
- Á quân (8): 1953–54, 1958–59, 1961–62, 1963–64, 1976–77, 1978–79, 1984–85, 1987–88

Mid Wales League Cup
- Vô địch (6): 1979–80, 1982–83, 1987–88, 1989–90, 1990–91, 1991–92
- Á quân (7): 1953–54, 1954–55, 1960–61, 1969–70, 1984–85, 1986–87, 1988–89

Montgomeryshire Amateur League Cup
- Vô địch (3): 2011–12, 2012–13, 2014–15
- Á quân (1): 1985–86

Village Cup
- Vô địch (4): 1983–84, 2011–12, 2012–13, 2013–14

J Emrys Morgan Cup
- Á quân (2): 1984–85, 2013–14

## Châu Âu
| Mùa giải | Giải đấu      | Vòng   | Câu lạc bộ     | Sân nhà | Sân khách | Tổng tỷ số |
| -------- | ------------- | ------ | -------------- | ------- | --------- | ---------- |
| 2002     | Cúp Intertoto | Vòng 1 | Marek Dupnitsa | 1–1     | 0–2       | 1–3        |